# Extremadura Unión Deportiva
Pour les articles homonymes, voir Extremadura (homonymie) et Club de Fútbol Extremadura.
Maillots
L'Extremadura Unión Deportiva ou Extremadura UD, est un club de football espagnol basé à Almendralejo dans la Province de Badajoz en Estrémadure.
Le club fondé en 2007, joue lors de la saison 2018-2019 en deuxième division pour la première fois de sa jeune histoire.

## Historique
Le club d'Extremadura UD est fondé en 2007, lorsque l'autre club de la ville, le Club de Fútbol Extremadura, connaît des problèmes financiers qui le conduiront trois années plus tard à mettre un terme à son activité.
En seulement trois saisons, le club atteint la quatrième division espagnole, et séjourne même une saison en troisième division en 2010-2011. Il connaît une nouvelle promotion en troisième division en 2016, puis deux ans plus tard, se voit promu en deuxième division, en remportant les barrages de montée contre le FC Carthagène.
En juillet 2020, le club est relégué en Segunda División B.

## Stade
Le club joue au stade Francisco de la Hera, qui possède une capacité de 11.580 personnes. 
Le stade est inauguré le 12 octobre 1951, lors d'un match contre le Séville FC.
En 1996, le stade est démoli puis reconstruit sur le même emplacement.

## Localisation
| Extremadura UD |